# Gersemia loricata
Gersemia loricata är en korallart som beskrevs av von Marenzeller 1878. Gersemia loricata ingår i släktet Gersemia och familjen Nephtheidae. Inga underarter finns listade i Catalogue of Life.